# Manicoré (rijeka)
Manicoré (por. Rio Manicoré) je rijeka u saveznoj državi Amazonas u sjeverozapadnom Brazilu. Pritok je rijeke Madeire i ulijeva se u nju oko 3 km uzvodno od grada Manicoréa .
Izvor rijeke nalazi se u Nacionalnom parku Campos Amazônicos, zaštićenom području površine 9613.18 km2 stvorenom 2006. godine, koje sadrži neobičnu enklavu cerrado vegetacije u amazonskoj prašumi. Dalje na sjeveru rijeka definira dio istočne granice zaštićenog područja Campos de Manicoré površine 1519.33 km2, stvorenog u travnju 2016. godine, neposredno prije privremenog uklanjanja s dužnosti predsjednice Dilme Rousseff. Zatim teče kroz biološki rezervat Manicoré površine 3591.38 km2, koji je stvoren u isto vrijeme.